# Kan’ei Horonai Tetsudō
Die Kan’ei Horonai Tetsudō (jap. 官営幌内鉄道) war eine staatliche japanische Bahngesellschaft. Sie baute ab 1880 die ersten Eisenbahnstrecken auf der Insel Hokkaidō, darunter einen Teil der Hakodate-Hauptlinie. Im Jahr 1889 verkaufte der Staat die Gesellschaft an die Hokkaidō Tankō Tetsudō.

## Geschichte
Horace Capron, ein amerikanischer „Kontraktausländer“, entdeckte im Auftrag der Kolonisationsbehörde Kaitakushi (開拓使) das Horonai-Kohlerevier östlich der späteren Stadt Iwamizawa. Zum Abtransport der Steinkohle schlug er vor, eine Strecke zum Hafen von Muroran zu bauen. Sein Landsmann Benjamin Smith Lyman hingegen bevorzugte eine weitaus kürzere Strecke zum Ufer des Ishikari bei Ebetsu, wo die Kohle auf Lastkähne umgeladen werden sollte. Das sumpfige Gelände und das Zufrieren des Flusses im Winter sprachen jedoch dagegen. Schließlich entschied sich die Regierung für eine Modifikation von Lymans Vorschlag. So sollte die Strecke über Ebetsu hinaus bis Temiya, dem Hafen von Otaru, geführt werden.
Im Januar 1880 begannen die Bauarbeiten. Am 24. Oktober 1880 fand auf dem 4,8 km langen Abschnitt zwischen der Pier von Temiya und dem Kumasu-Tunnel die erste Testfahrt mit der aus den USA importierten Dampflokomotive Benkei (JGR-Klasse 7100) statt. Der Verkehr auf der Teilstrecke zwischen Temiya und Sapporo wurde am 28. November aufgenommen. Kaiser Meiji unternahm im August 1881 eine Besichtigungsfahrt. Am 25. Juni 1882 reichte die Strecke über Sapporo hinaus bis nach Ebetsu. Mit der Inbetriebnahme des Abschnitts von Ebetsu über Iwamizawa nach Horonai am 13. November 1882 war das Projekt abgeschlossen.
Nach der Auflösung der Kaitakushi im Februar 1882 war das Ministerium für öffentliche Arbeiten für die Bahn verantwortlich. Trotz der Förderung durch den Staat war sie wenig profitabel; nur zweimal konnte ein kleiner Gewinn erwirtschaftet werden. Im Januar 1886 wurden die Bahn und die Kohlebergwerke an die Hokkaidō-Behörde (北海道庁, Hokkaidō-chō) übertragen, die unter der Aufsicht des Innenministeriums stand. Sie verkaufte die Bahn am 11. Dezember 1889 an das Privatunternehmen Hokkaidō Tankō Tetsudō.

## Streckenübersicht
Die Strecke der Kan’ei Horonai Tetsudō setzte sich aus folgenden Teilen späterer Linien zusammen:
- Hakodate-Hauptlinie von Minami-Otaru über Sapporo nach Iwamizawa
- Temiya-Linie von Minami-Otaru nach Temiya (1985 stillgelegt)
- Horonai-Linie von Iwamizawa nach Horonai / Ikushumbetsu (1987 stillgelegt)